# 馬拉帕斯卡島

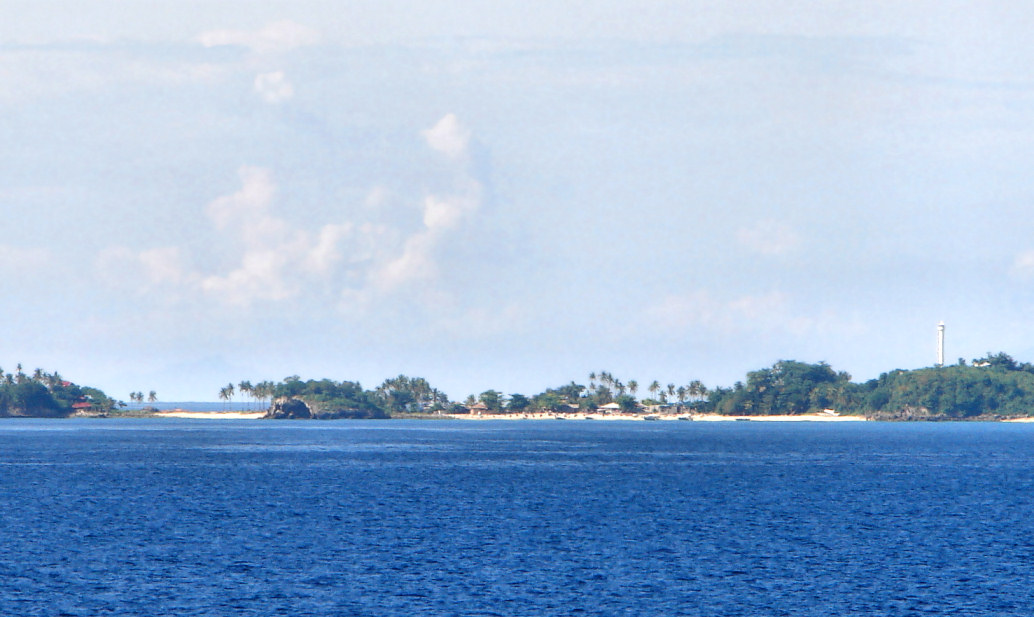

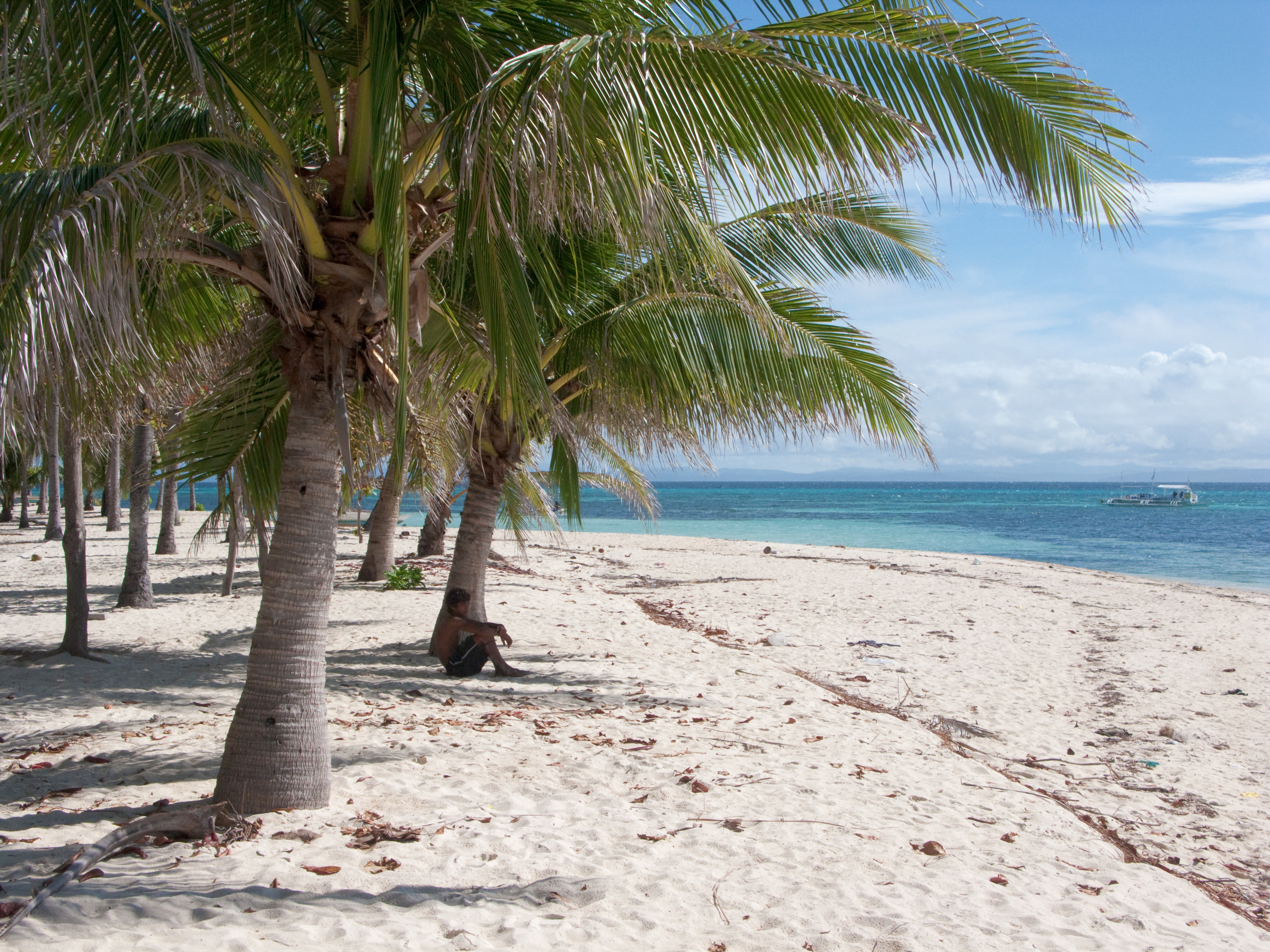

馬拉帕斯卡島是菲律賓的島嶼，位於宿霧島東北8公里的米沙鄢海，由宿霧省負責管轄，長2.5公里、寬1公里，主要經濟活動有漁業和旅遊業，人口約5,000。

## 外部連結
- Official municipal website

11°20′00″N 124°07′00″E / 11.33333°N 124.11667°E